# Jatropha elliptica
Jatropha elliptica är en törelväxtart som först beskrevs av Johann Baptist Emanuel Pohl, och fick sitt nu gällande namn av Lorenz Oken. Jatropha elliptica ingår i släktet Jatropha och familjen törelväxter. Inga underarter finns listade i Catalogue of Life.

## Bildgalleri

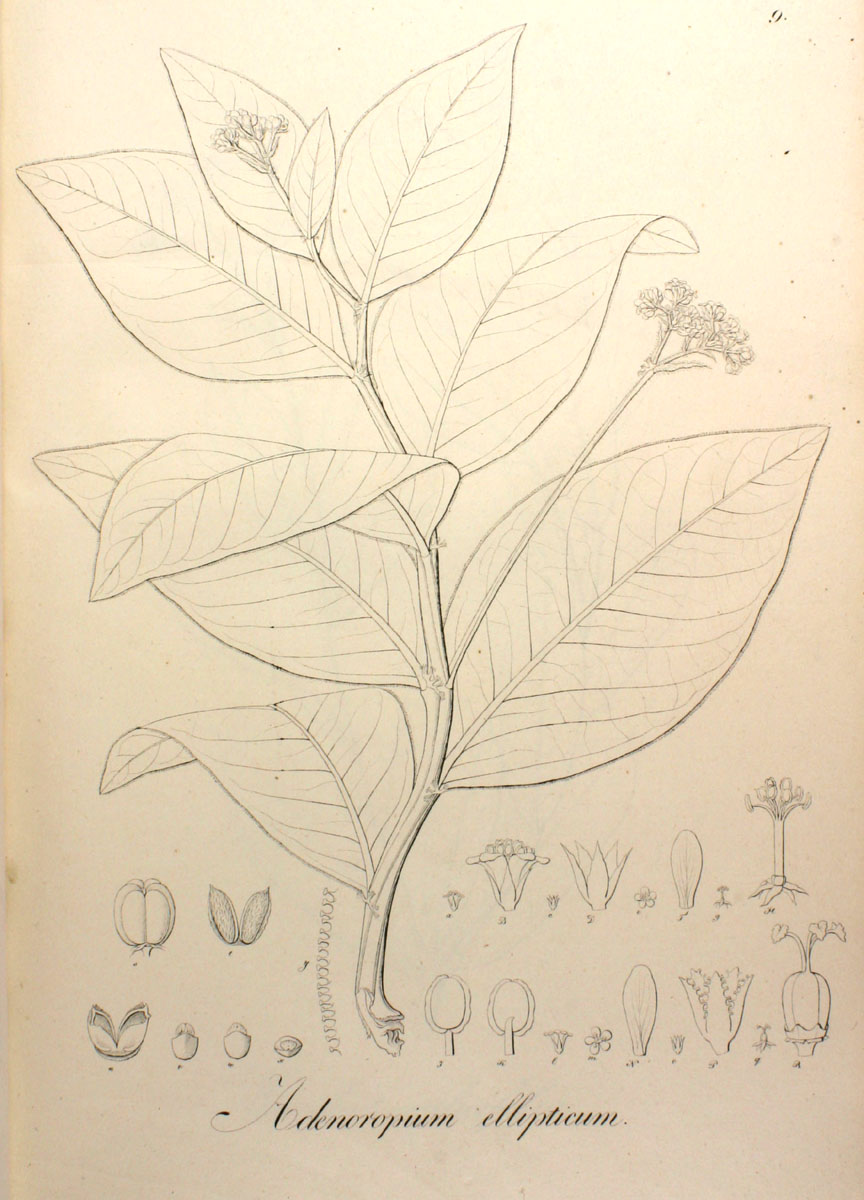